# Новий Бит (Каменський міський округ)
Но́вий Бит (рос. Новый Быт) — селище у складі Каменського міського округу Свердловської області.
Населення — 400 осіб (2010, 503 у 2002).
Національний склад станом на 2002 рік: росіяни — 74 %.